# Calle de las Pizzas
El Paseo San Ramón, tradicionalmente llamado calle de las Pizzas, es una vía peatonal ubicada en el distrito de Miraflores, en la ciudad de Lima, capital del Perú.
La característica calle, de 2 cuadras, se encuentra llena de restaurantes, cuya principal oferta son las pizzas, de ahí su nombre particular. De noche, este pasaje (así como el lateral Pasaje Figari) se convierte en un centro de diversión nocturna donde hay varios pubs y bares. La esquina de la avenida Diagonal con la calle Berlín (que continúa el trazo de la calle Schell) marca el punto final de esta vía peatonal y de la zona de mayor movimiento de la avenida.
- Datos: Q5740955